# 宣乐县
宣乐县，中國古县名。隋朝开皇十八年（598年）改梁乐县置，治所在今中華人民共和國广东省阳山县南。先属连州，后属熙平郡。大业末年废除。